# ビブリア・ヘブライカ・シュトゥットガルテンシア

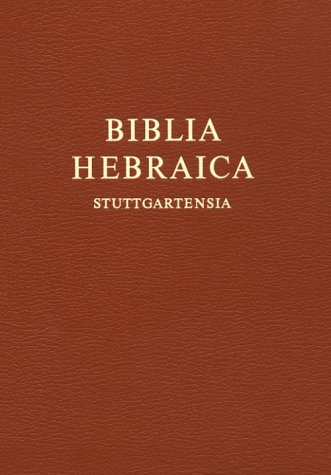
ビブリア・ヘブライカ・シュトゥットガルテンシアの表紙

『ビブリア・ヘブライカ・シュトゥットガルテンシア』（Biblia Hebraica Stuttgartensia；略称BHS）は、レニングラード写本に保存されたヘブライ語聖書マソラ写本の版であり、マソラ本文と本文批評の注釈の付録が載せられている。シュトゥットガルトのドイツ聖書協会により発行され、日本では日本聖書協会から販売されている。

## 影響力
BHSはヘブライ語聖書の正確な版として、また批評本文の便利な道具として（キリスト教徒やユダヤ人から）広く受け入れられている。また、聖書学者間で最も広く使われている版でもある。とはいえ、イスラエルとユダヤの学者たちは、マソラ本文に細部の違いがあるため、アレッポ写本に基づいた別の版の方に顕著な好みを示す。

## 出版の経歴
BHSはルドルフ・キッテルが編纂した『ビブリア・ヘブライカ』（Biblia Hebraica；BHK）の改訂版である。BHKはその初期から、レニングラード写本に基づいて印刷された聖書であった。BHSの脚注は完全に改訂された。BHSは1977年に1冊にまとめられ、その後幾度も再刷された。

## 内容
BHSの本文はレニングラード写本に記されたマソラ本文の（わずかな誤写を除けば）正確な複写である。ヘブライ語聖書各書の順番はレニングラード写本に倣っており、聖文書（ケトゥーヴィーム）でさえ、最も一般的なものの順番とは異なっている。そのため、ヨブ記が詩篇と箴言の間にあり、五つの巻物はルツ記、雅歌、伝道の書、哀歌、エステル記の順に並んでいる。しかし、歴代誌はユダヤ人の一般的なヘブライ語聖書と同様、巻末に移されており、レニングラード写本では、詩篇より重視されている。
欄外に書かれているのはマソラである。マソラはレニングラード写本に基づいているが、より一貫して分かりやすくなるよう他より重点的に編集してある。また、脚注にはマソラ本文の読みを説明するための校正案が多数記されている。その多くはサマリア五書、死海文書、または七十人訳、ウルガタ訳、ペシタ訳といった初期キリスト教の聖書翻訳に基づいている。他にもこれに類した校訂文が用いられている。しかしながら、一見すると校正者にとって矛盾しているように読め、校正案が脚注に提案されている箇所であっても、ウガリット語など他のセム系言語との音韻論的比較研究を緻密に行うことで矛盾を説明でき、マソラ本文の正確性が再確認される場合もある。従ってBHSの脚注を参照する場合には、そのような点に注意する必要がある。
改訂版は『ビブリア・ヘブライカ・クインタ』もしくは「5番目のヘブライ語聖書」と呼ばれ、現存するBHSの改訂版となっている。